# Ny Herculis
Ny Herculis (ν Herculis, förkortat Ny Her, ν Her), som är stjärnans Bayer-beteckning, är en dubbelstjärna i den östra delen av stjärnbilden Herkules. Den har en genomsnittlig skenbar magnitud på +4,43 och är synlig för blotta ögat där ljusföroreningar ej förekommer. Baserat på parallaxmätningar i Hipparcos-uppdraget på ca 3,8 mas beräknas den befinna sig på ca 860 ljusårs (260 parsek) avstånd från solen.

## Egenskaper
Primärstjärnan Ny Herculis A är en gul till vit ljusstark jättestjärna av spektralklass F2 II. Den har en massa som är ca 5,3 gånger solens massa, en radie som är ca 2,3 gånger större än solens och utsänder ca 800 gånger mera energi än solen från dess fotosfär vid en effektiv temperatur på ca 6 400 K. 
Ny Herculis, eller 94 Herculis, är en pulserande variabel av halvregelbunden typ (SRD). Den varierar i skenbar magnitud mellan 4,38 och 4,48 med en period av ungefär 29 dygn.
Följeslagaren Ny Herculis B är nästan tre enheter svagare med magnitud 7,5, men hetare än primärstjärnan med en spektraltyp av B9.5.